# Vice Academy
Pour plus de détails, voir Fiche technique et Distribution.
Vice Academy est une comédie américaine réalisée par Rick Sloane, sortie en 1989. Cinq suites ont été tournées.

## Synopsis
Holly et Didi, étudiantes et ennemies jurées, intègrent une école de police. Elles tentent de mettre fin à un réseau clandestin de films pornographiques. 

## Fiche technique
- Titre : Vice Academy
- Réalisation : Rick Sloane
- Scénario : Rick Sloane
- Production : Kathleen Crawford, Rick Sloane
- Musique : Alan DerMarderosian
- Pays d'origine : États-Unis
- Format : Couleurs - 1,85:1 - Mono - 35 mm
- Genre :Comédie
- Durée : 90 minutes
- Date de sortie : juin 1989 (États-Unis)

## Distribution
- Linnea Quigley : Didi
- Ginger Lynn : Holly
- Karen Russell : Shawnee
- Jayne Hamil : Miss Thelma Louise Devonshire
- Ken Abraham : Dwayne
- Stephen Steward : Chucky Long
- Jean Carol : Queen Bee
- Tamara Clatterbuck : Tinsel
- Jo Steele : Sparkle
- Manny Serrano : Snake
- Cliff Corder : Chef Wells
- Allison Barron : Cherry Pop
- Mark Richardson : Le directeur de casting

## Autour du film
Le film a été diffusé sur la chaîne câblée USA Network a de nombreuses reprises[évasif], en particulier dans le cadre de l'émission Up All Night. Il a été diffusé en France sur La Cinq[Quand ?]. Au vu du succès du premier film, cinq suites ont été tournées.